# حزب المؤتمر الوطني (موزمبيق)
حزب المؤتمر الوطني (بالبرتغالية: Partido de Convenção Nacional‏) هو حزب سياسي في موزمبيق. في الانتخابات التشريعية التي أجريت في 1 و2 ديسمبر 2004، كان الحزب هو الجزء الرئيسي من تحالف رينامو الانتخابي، الذي حصل على 29.7٪ من الأصوات الشعبية و90 من أصل 250 مقعدًا. وحصل المرشح الرئاسي لهذا التحالف، أفونسو دلاكاما، على 31.7٪ من الأصوات الشعبية.